# Mercato internazionale del film e del documentario
Il Mercato internazionale del film e del documentario, poi Mercato internazionale del cinema e del multimediale, in acronimo MIFED, è stato un mercato cinematografico organizzato a Milano fino al 2004 e creato da Michele Guido Franci, all'epoca segretario generale dell’ente autonomo Fiera di Milano.

## Storia
Lanciato nel 1960 e inizialmente svolto due volte l'anno nei padiglioni della Fiera di Milano, era considerato il più antico mercato cinematografico del mondo con il Marché du Film del Festival di Cannes (attivo dal 1959), dal quale si differenziava proponendo prodotti sia per il cinema che per la televisione.
Dall'inizio degli anni '90 soffre la concorrenza diretta dell'American Film Market, che di fatto finisce per sovrapporsi al MIFED, decretando la fine dell'evento milanese.
Nel 2008 la Festa del Cinema di Roma cerca di acquisirne il nome per il proprio mercato cinematografico.